# Kani-Kéli
Kani-Kéli és un municipi francès, situat a la col·lectivitat d'ultramar de Mayotte. El 2007 tenia 4.527 habitants.

## Personatges il·lustres
- Younoussa Bamana (1935-2007), polític, diputat a l'Assemblea Nacional francesa
- Ahmed Attoumani Douchina (1955), polític i antic president del Consell General de Mayotte